# Lineus anellatus
Lineus anellatus är en djurart som tillhör fylumet slemmaskar, och. Lineus anellatus ingår i släktet Lineus och familjen Lineidae. Inga underarter finns listade i Catalogue of Life.